# Il–38
Az Il–38 (oroszul: Ил–38, NATO-kódja: May) szovjet-orosz légcsavaros gázturbinás haditengerészeti járőr- és tengeralattjáró-elhárító repülőgép. Az Iljusin repülőgéptervező-iroda fejlesztette ki az 1960-as évek elején az Il–18V utasszállító repülőgép alapjain. A tengeralattjárók elleni harcra mélységi vízibombákkal, torpedókkal és légibombákkal látták el. Sorozatgyártását a moszkvai 370. számú Znamja Truda repülőgépgyár végezte 1967-től az 1970-es évek közepéig. Ez idő alatt 65 db példányt készítettek. A Szovjetunión kívül Irak és India rendszeresítette.

## Típusváltozatok
- Il–38 – alapváltozat
- Il–38SD – az Indiai Haditengerészet számára készített modernizált változat.
- Il–38N – az Orosz Haditengerészet számára modernizált változat

## Műszaki adatok

### Geometriai méretek és tömegadatok
- Hossz: 40,075 m
- Szárnyfesztáv: 37,4 m
- Magasság: 10,12 m
- Szárnyfelület: 140 m²

### Hasonló repülőgépek
- Avro Shackleton
- Breguet Atlantic
- P–3 Orion
- Hawker-Siddeley Nimrod